# Cúpula pentagonal alongada
Em geometria, a cúpula pentagonal alongada é um dos sólidos de Johnson (J20). Como o nome sugere, pode ser construída alongando-se uma cúpula pentagonal (J5) ao juntar um prisma decagonal a sua base. O sólido pode ser visto como uma ortobicúpula pentagonal alongada com seu "membro" (outra cúpula pentagonal) removido.